# Stazione di Bernalda
La stazione di Bernalda è una stazione ferroviaria a servizio del comune di Bernalda, in provincia di Matera, sulla ferrovia Battipaglia-Potenza-Metaponto. Essa è raggiungibile tramite lo svincolo Bernalda della E847 (raggiungibile da entrambe le direzioni), proseguendo diritto dopo aver oltrepassato la rotonda.

## Strutture ed impianti
La gestione degli impianti è affidata a Rete Ferroviaria Italiana; il fabbricato viaggiatori è una struttura su tre livelli abitata al secondo e al terzo piano.
La stazione è munita di un binario passante per il servizio viaggiatori. In passato, la stazione era servita da 2 binari, di cui uno di corretto tracciato e l'altro invece utilizzato come binario di incrocio e quindi per le precedenze dei treni (successivamente scollegato dalla linea).

## Servizi
La stazione è classificata da RFI nella categoria "Bronze". La stazione è dotata di due obliteratrici.

## Movimento
La stazione è servita da treni regionali svolti da Trenitalia nell'ambito del contratto di servizio stipulato con la Regione Basilicata. La stazione è collegata anche con autobus sostitutivi di Trenitalia, la cui fermata è davanti alla stazione, oltre ad essere fermata di trasporto pubblico locale (operato dall'azienda Vimi Viaggi) per la città di Bernalda e la frazione di Metaponto.

## Interscambi
- Capolinea autobus